# Abu Simbel

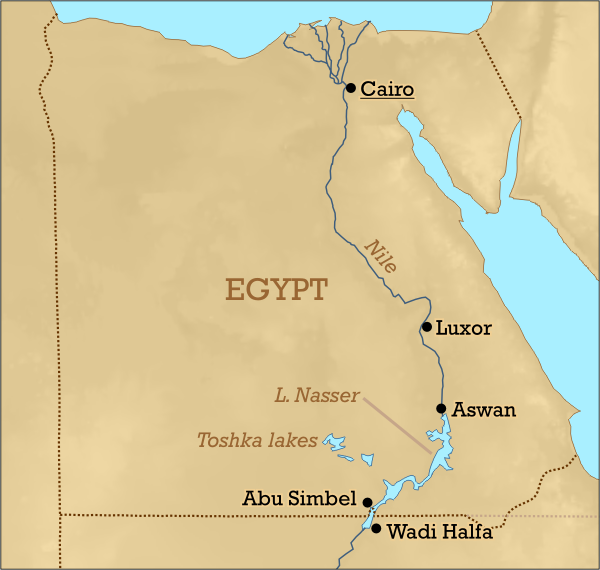
Localització geogràfica d'Abu Simbel

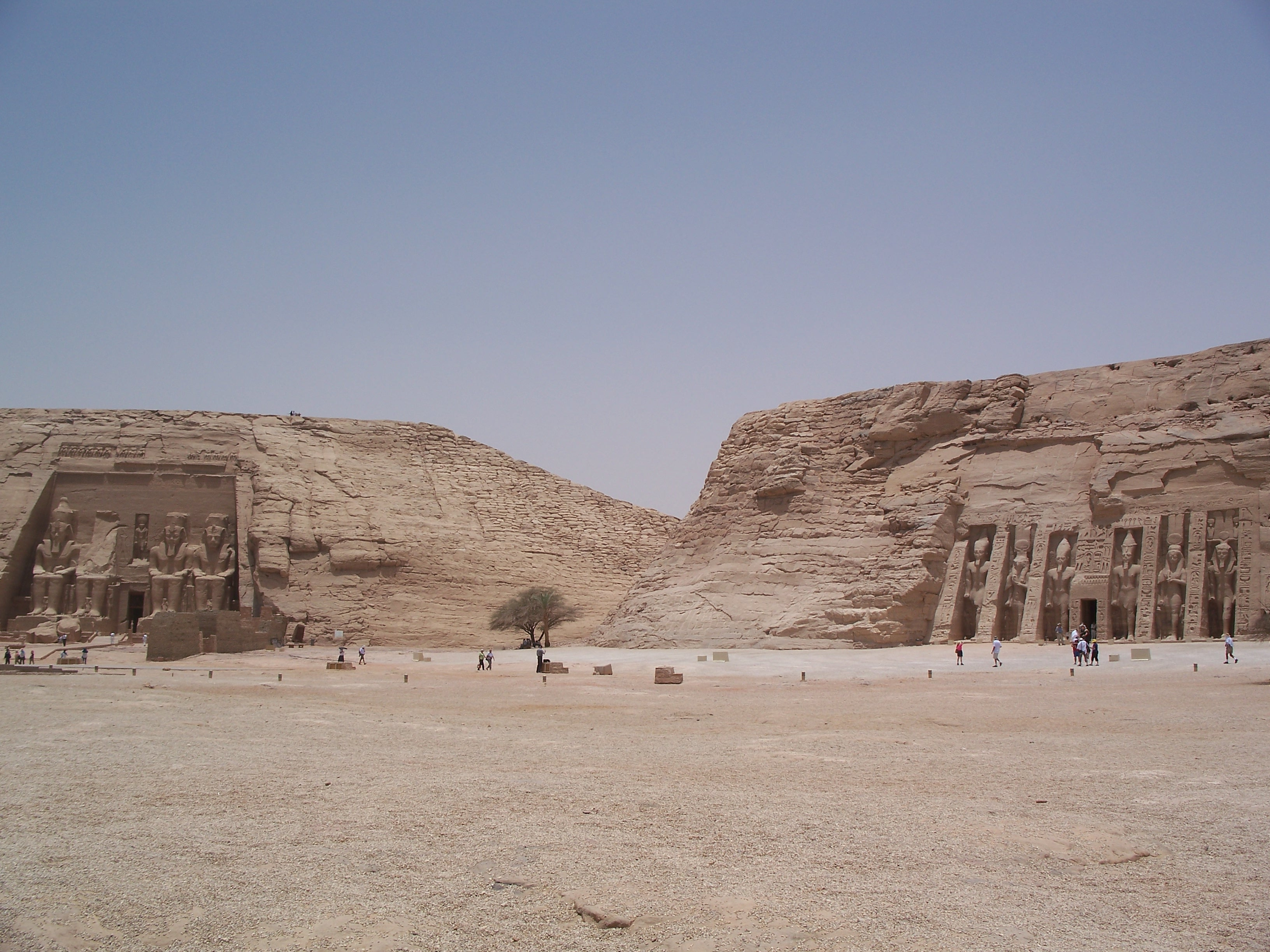
Conjunt de temples d'Abu Simbel. A l'esquerra, el temple de Ramsès, i a la dreta, el de Nefertari.

Abu Simbel (àrab: أبو سمبل, Abū Simbal) és el nom d'una petita ciutat d'Egipte a la governació d'Assuan, a uns 10 km al nord de la frontera amb el Sudan, a uns 240 km al sud de la ciutat d'Assuan i a la riba oest del Nil. És a tocar de la desapareguda segona cascada del Nil. Té uns deu mil habitants i un aeroport per a petits avions, principalment per al servei dels turistes. Actualment viu del turisme.
La ciutat dona nom a un conjunt arqueològic de dos temples egipcis que van ser salvats de les aigües del llac Nasser quan es va construir la resclosa d'Assuan, i reconstruïts exactament pedra a pedra en un lloc proper més alt, amb suport internacional. El projecte va començar el 1963 i va costar 36 milions de dòlars de l'època.
Els dos temples foren construïts per Ramsès II, el primer porta el seu nom i el segon el de la seva dona Nefertari. Van ser excavats directament als penya-segats de gres de la riba oest del riu Nil.
El temple de Nefertari fou construït per Ramsès per dedicar-lo a la seva dona més estimada i a Hathor. Fou excavat a la pedra i, encara que sembla petit és ricament decorat: al mig hi ha una estàtua de Nefertari i, a cada costat, una estàtua del faraó. Cada estàtua fa onze metres d'altura. Als pilars hi ha dibuixats caps d'Hathor i, enmig, Nefertari, i és ple de frescos i relleus pintats.
Els temples d'Abu Simbel van ser declarats Patrimoni de la humanitat per la UNESCO l'any 1979 amb el nom de Monuments nubians.
El complex va ser traslladat íntegrament el 1968 a un terreny més alt per evitar que fos submergit pel llac Nasser, l'embassament de la presa d'Assuan. Com a part de la Campanya Internacional per Salvar els Monuments de Núbia, es va fer un turó artificial a partir d'una estructura abovedada per allotjar els temples d'Abu Simbel, sota la supervisió d'un arqueòleg polonès, Kazimierz Michałowski, del Centre Polonès d'Arqueologia Mediterrània de la Universitat de Varsòvia.

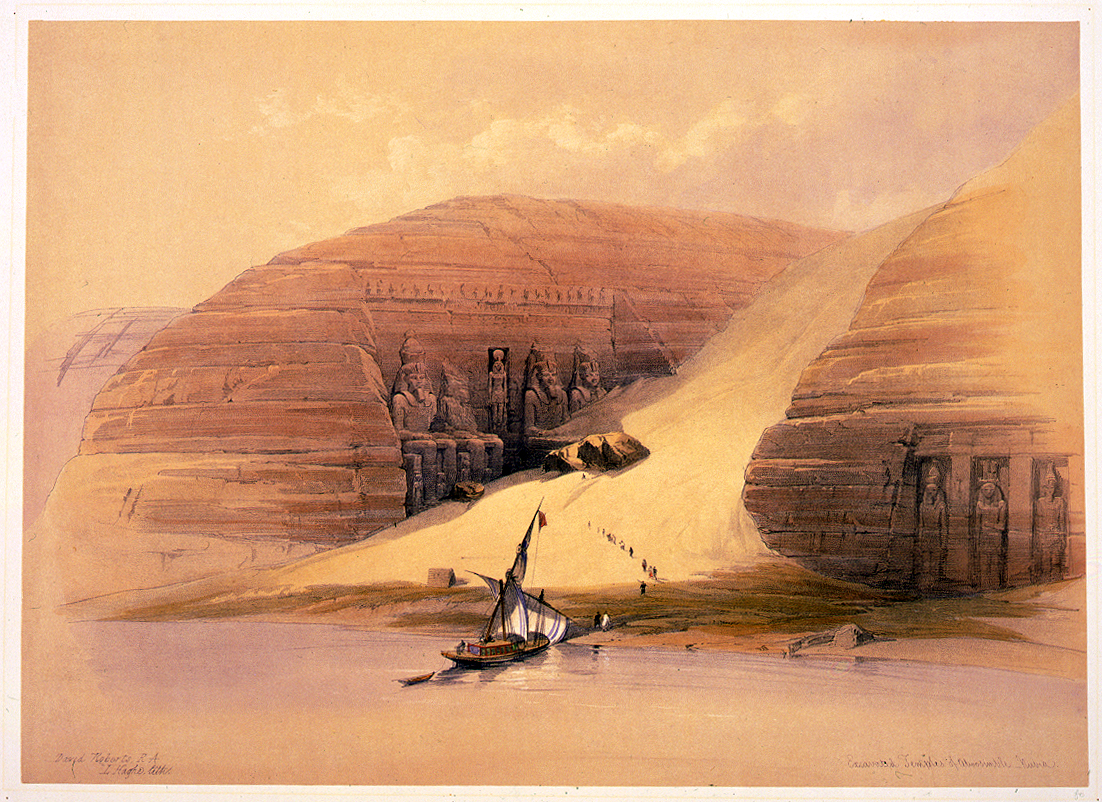
Esbós de la dècada de 1840 de Terra Santa, Síria, Idumea, Aràbia, Egipte i Núbia que mostra com la sorra havia cobert parcialment el gran temple. Tingueu en compte que això va ser aproximadament dues dècades després que Belzoni hagués eliminat part de la sorra per crear una entrada al Gran Temple.

## Construcció
La construcció del temple va començar aproximadament el 1284 aC i va durar uns vint anys, fins al 1264 aC. És un dels sis temples erigits o excavats a la roca (Speos) que es van edificar a Núbia durant el llarg període del regnat de Ramsès II. El propòsit del temple era impressionar els veïns del sud i reforçar la influència de la religió egípcia a la regió.

### Temple gran

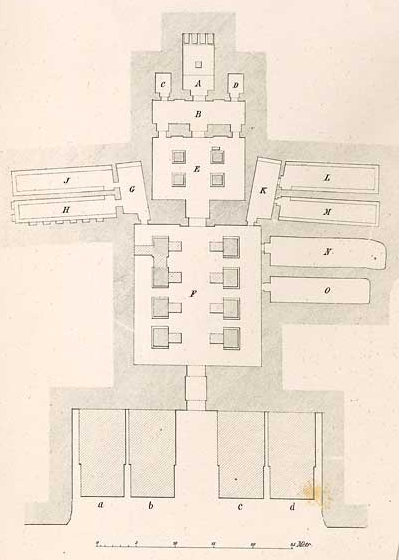
Planta del temple de Ramsès

El temple està dedicat als déus Amon, Ra-Horakety, Ptah i al mateix Ramsès deïficat. Es creu que un dels motius de construir el temple tan al sud va ser per no entrar en conflicte amb els poderosos sacerdots d'Amon a Tebes, sobretot des de l'experiència de l'heretgia d'Amarna, durant la dinastia anterior. El temple és considerat com la construcció més bella i ben acabada del regnat de Ramsès, i una de les més belles d'Egipte i del Món Antic. Les estàtues del faraó el mostren a diverses edats.
La façana del temple fa 35 metres d'amplada i està coronada per un fris amb 22 babuïns, adorant el sol naixent amb els braços alçats i una estela que registra el matrimoni de Ramsès amb una filla del rei Hattusilis III, que va segellar la pau entre Egipte i els hitites. A dalt de tot es veu, centrada, l'estàtua d'un home amb cap de falcó, el déu Ra-Horakety (Horus). Quatre estàtues del faraó, amb les corones de l'Alt i del Baix Egipte, de 20 metres d'alçada flanquegen una entrada de dimensions reduïdes, si la comparem amb la resta de la façana. Als peus de les estàtues hi ha unes escultures de les seves filles, que l'acompanyen i el veneren: Bintanath, Baketmut, Nefertari, Meritamon, Nebttaui i Isetnofret. Els costats de les estàtues centrals, els peus de les quals formen un passadís cap a l'entrada, estan decorats amb escenes de captius de les quatre races conegudes pels egipcis del moment.
A l'interior, entre d'altres, hi ha una sèrie d'escenes commemoratives de la Batalla de Qadesh. A la resta del temple hi ha altres escenes de guerra amb altres pobles de l'època. Al fons és el santuari, amb les estàtues dels déus.
La part interior del temple té la mateixa disposició triangular que segueixen la majoria dels temples egipcis antics, amb habitacions que disminueixen de mida des de l'entrada al santuari. El temple és d'estructura complexa i força inhabitual per les nombroses cambres laterals. La sala hipòstila (de vegades també anomenada proprona) té 18 m de llarg i 16,7 m d'ample i està recolzat per vuit enormes pilars osírids que representen la divinitzat Ramsès vinculat al déu Osiris, el déu de la fertilitat, l'agricultura, el més enllà, els morts, la resurrecció, la vida i la vegetació, per indicar la naturalesa eterna del faraó. Les estàtues colossals al llarg de la paret de l'esquerra porten la corona blanca de l'Alt Egipte, mentre que les del costat oposat porten la doble corona de l'Alt i Baix Egipte (pschent). Els baixos relleus de les parets del pronaos representen escenes de batalla de les campanyes militars de Ramsès. Bona part de l'escultura està dedicada a la batalla de Cadeix, al riu Orontes a l'actual Síria, en la qual el rei egipci va lluitar contra els hitites. El relleu més famós mostra el rei al seu carro llançant sagetes contra els seus enemics que fugen, i són fets presoners. Altres escenes mostren victòries egípcies a Líbia i Núbia.
Des de la sala hipòstila s'entra a la segona sala de pilars, que té quatre pilars decorats amb belles escenes d'ofrenes als déus. Hi ha representacions de Ramsès i Nefertari amb les barques sagrades d'Amon i Ra-Horakhty. Aquesta sala dona accés a un vestíbul transversal, al mig del qual hi ha l'entrada al santuari. Aquí, en una paret negra, hi ha escultures tallades a la roca de quatre figures assegudes: Ra-Horakhty, el rei divinitzat Ramsès i els déus Amon i Ptah. Ra, Amon i Ptah eren les principals divinitats d'aquell període i els seus centres de culte eren a Heliòpolis, Tebes i Memfis, respectivament.
Es creu que l'eix del temple està situat de tal manera que els dies 21 d'octubre i el 21 de febrer (prop dels equinoccis de tardor i de primavera), 61 dies abans i després del solstici d'hivern, els rajos del sol entrin per la porta del temple i arribin fins al fons del santuari, il·luminant les estàtues dels déus, excepte la d'Amon, «l'Ocult», déu de les ànimes i de l'inframon (o Duat), que sempre romania a les fosques. L'exactitud d'aquest eix es va perdre durant el trasllat dels temples. Es creu que aquestes dues dates es van triar per a commemorar dos aniversaris del faraó: el del naixement i el de la coronació. Des que es va produir el trasllat, els raigs de sol hi entren un dia més tard.

### Temple petit

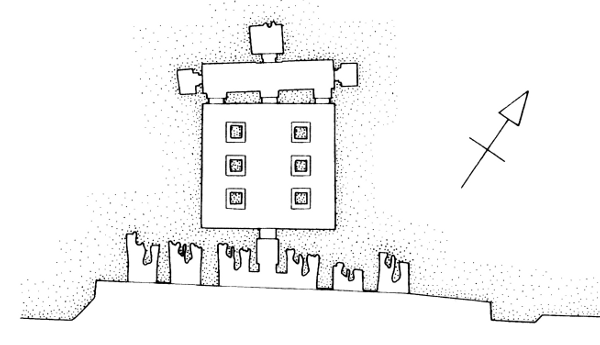
Planta del temple de Nefertari

Dedicat a Nefertari, és el temple de la deessa Hathor. Es va construir a uns cent metres al nord-est del temple gran. A la façana hi ha unes estàtues colossals, d'uns deu metres d'alçada, de Nefertari, tocant el sistre en honor d'Hathor, i del mateix Ramsès. A banda i banda del portal hi ha dues estàtues del rei, que porten la corona blanca de l'Alt Egipte (colos del sud) i la doble corona (colos del nord); aquests estan flanquejats per estàtues de la reina. El fet que les estàtues de la parella reial tinguin la mateixa mida és inaudit a l'Antic Egipte, normalment les estàtues de les dones i de les filles dels faraons que acompanyaven una estàtua del seu marit o pare eren de mida reduïda i mai arribaven més amunt dels genolls del rei. Ramsès va anar a Abu Simbel amb la seva dona l'any 24 del seu regnat. Com el Gran Temple del rei, hi ha petites estàtues de prínceps i princeses al costat dels seus pares. En aquest cas es col·loquen simètricament: al costat sud (a l'esquerra quan s'enfronta a la porta) hi ha, d'esquerra a dreta, els prínceps Meriatum I i Meryre, les princeses Meritamon i Henuttaui i els prínceps Pareherwenemef i Amonherkhepsef, mentre que a al costat nord les mateixes figures són en ordre invers. Com en el temple més gran dedicat al rei, la sala hipòstila del temple menor està sostinguda per sis pilars; en aquest cas, però, no són pilars d'Osiris que representen el rei, sinó que estan decorats amb escenes amb la reina tocant el sistre (un instrument sagrat a la deessa Hathor), juntament amb els déus Horus, Khnum, Khonsu i Thot, i les deesses Hathor, Isis, Maat, Mut d'Asher, Satis i Taweret; en una escena Ramsés presenta flors o crema encens. Els capitells dels pilars porten el rostre de la deessa Hathor; aquesta mena de columna es coneix com a Hathoric. Els baixos relleus de la sala de pilars il·lustren la divinització del rei, la destrucció dels seus enemics al nord i al sud (en aquestes escenes el rei va acompanyat de la seva dona) i la reina fent ofrenes a les deesses Hathor i Mut. A la sala hipòstila segueix un vestíbul, al qual s'accedeix per tres grans portes. Als murs sud i nord d'aquesta cambra hi ha dos baixos relleus graciosos i poètics del rei i la seva consort presentant plantes de papir a Hathor, que es representa com una vaca en un vaixell navegant en un matoll de papirs. Al mur de ponent, Ramsès II i Nefertari estan representats fent ofrenes al déu Horus i a les divinitats de les Cataractes: Satis, Anubis i Khnum.
La planta del temple petit és similar a la del gran, però està simplificada.

## Redescoberta

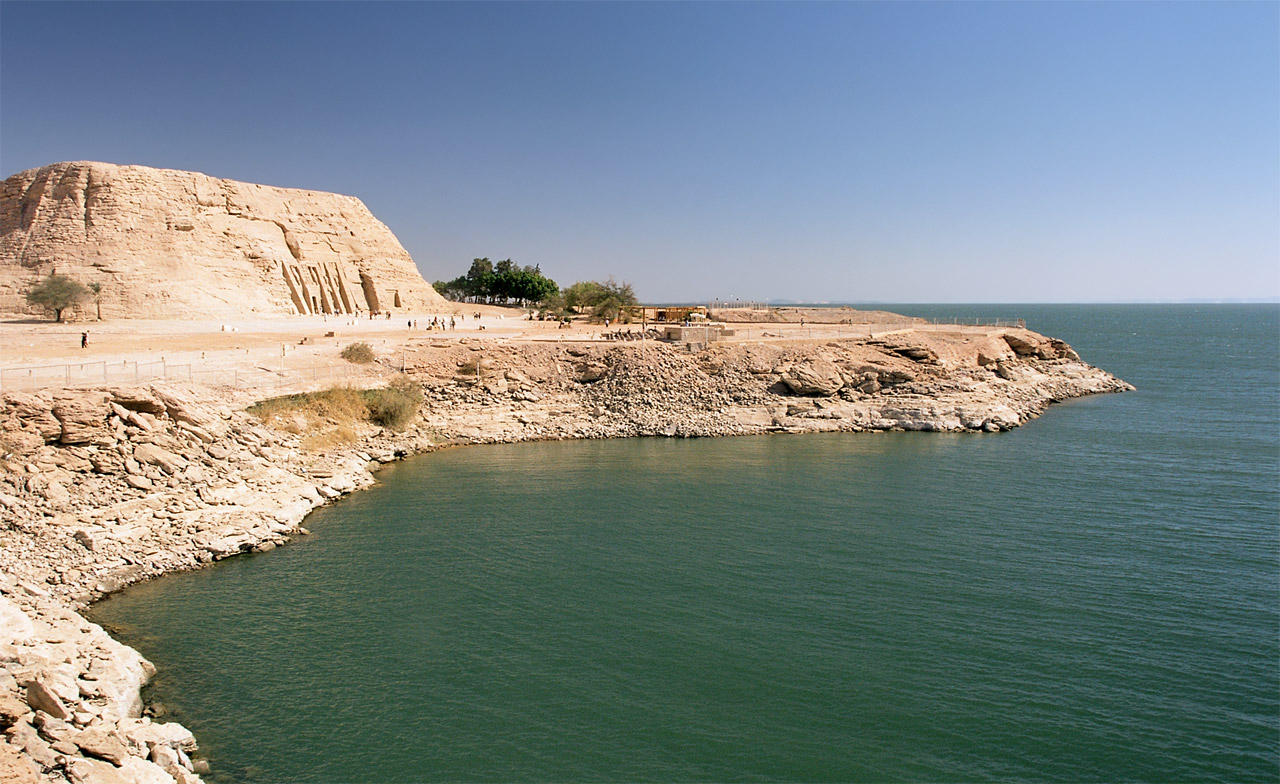
Temple de Nefertari, amb el llac Nasser (produït per la construcció de la resclosa d'Assuan) a la dreta

Amb el pas del temps el temple, abandonat, va començar a omplir-se de sorra. Prop del segle iv aC, la sorra cobria les estàtues del temple principal fins a l'altura dels seus genolls. Abu Simbel va quedar oblidat fins que el 1813 el suís Johann Ludwig Burckhardt (alias xeic Ibrahim Ibn Abdallah) va trobar el temple de Nefertari i, seguint l'enorme duna de sorra que el cobria, va poder veure part de la façana del temple principal, era el 22 de març del 1813.
Burckhardt va comentar el seu descobriment a l'explorador italià Giovanni Belzoni, que va baixar pel riu en faluca fins a trobar el lloc indicat, però un cop allà, va ser incapaç d'excavar una entrada que permetés l'accés al temple. Belzoni hi va tornar el 1817; aquesta vegada va tenir èxit i va reeixir d'entrar-hi. Es va endur tots els objectes de valor que va poder transportar.

### Fotografies històriques

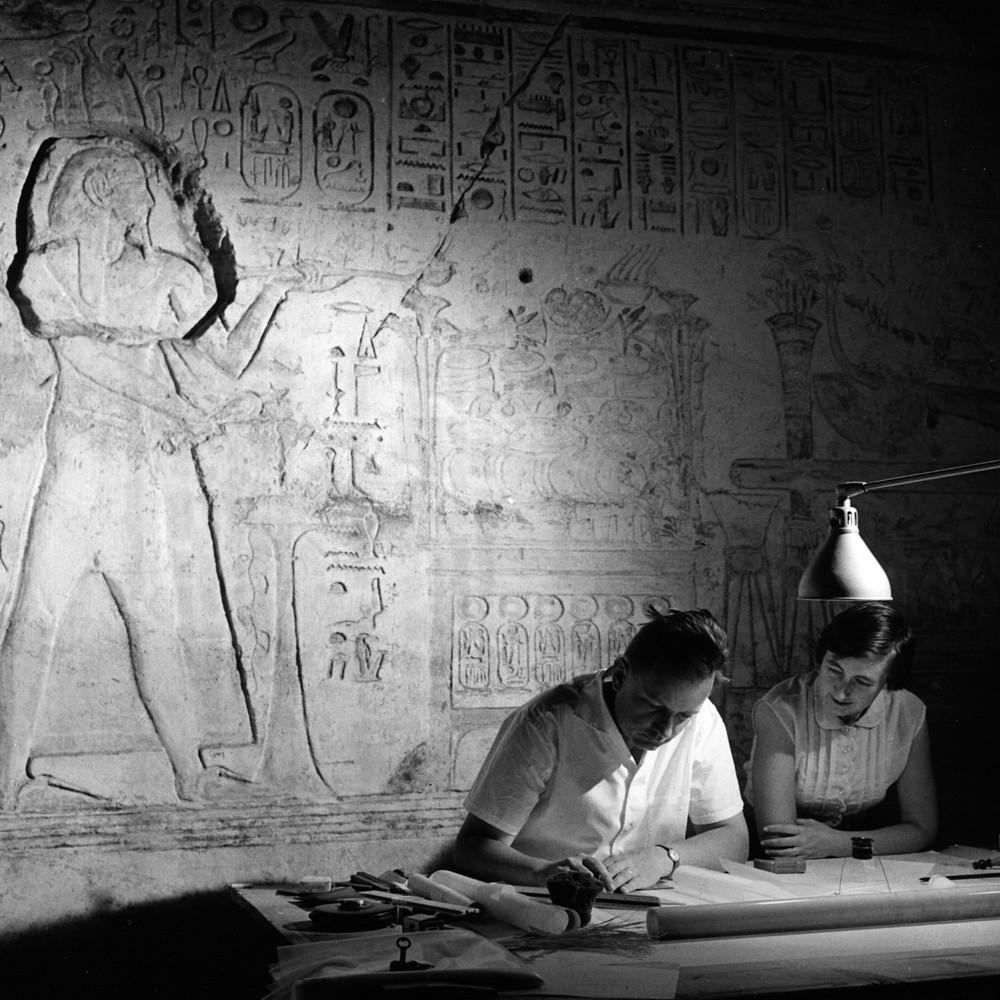
L'arquitecte ginebrí Jean Jacquet, expert de la UNESCO, fa un estudi arquitectònic del Gran Temple de Ramsès II (1290-1223 aC)
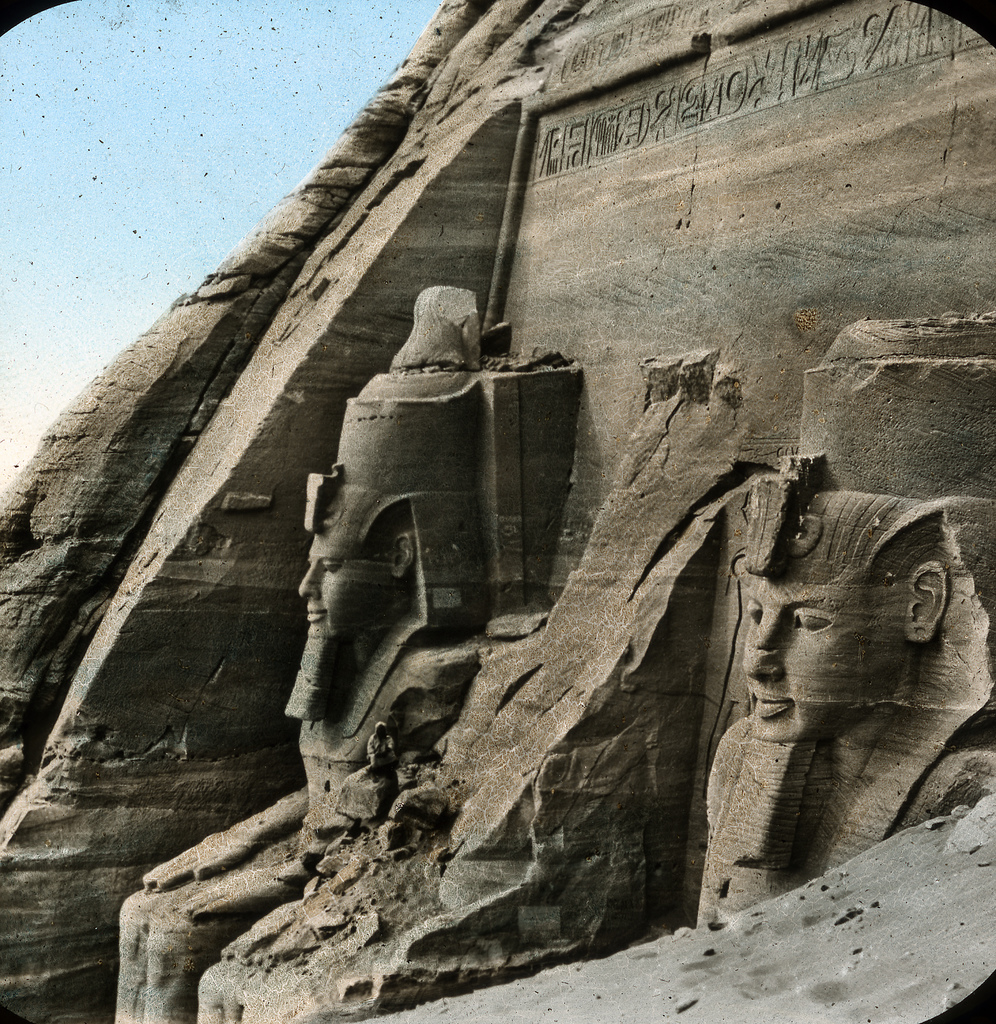
Vista del Gran Temple parcialment excavat des de la dreta, amb una figura humana a escala
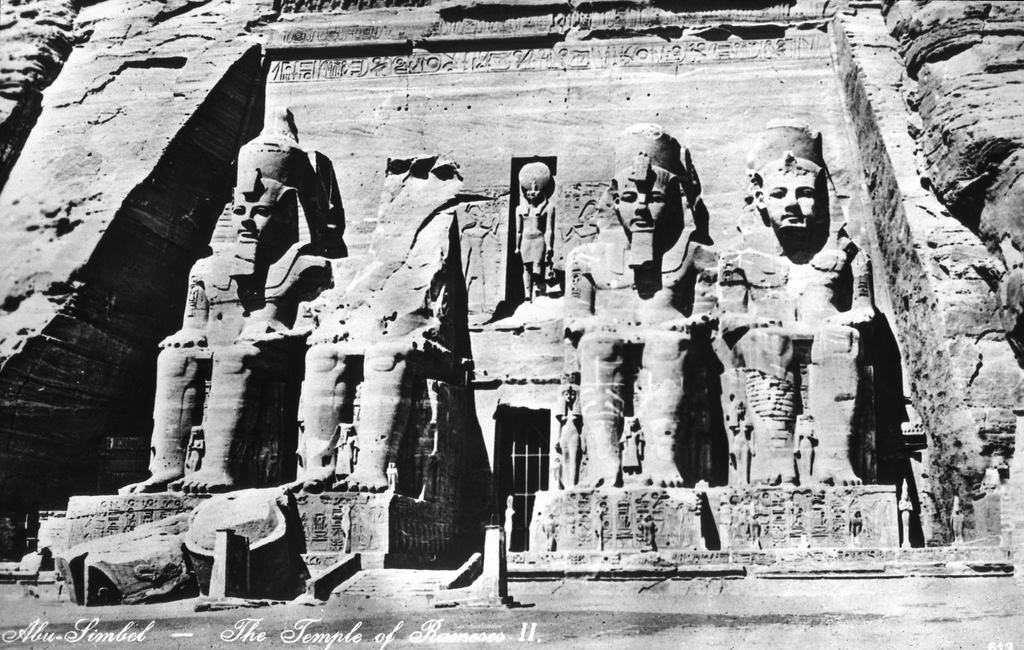
Vista frontal del Gran Temple abans de 1923
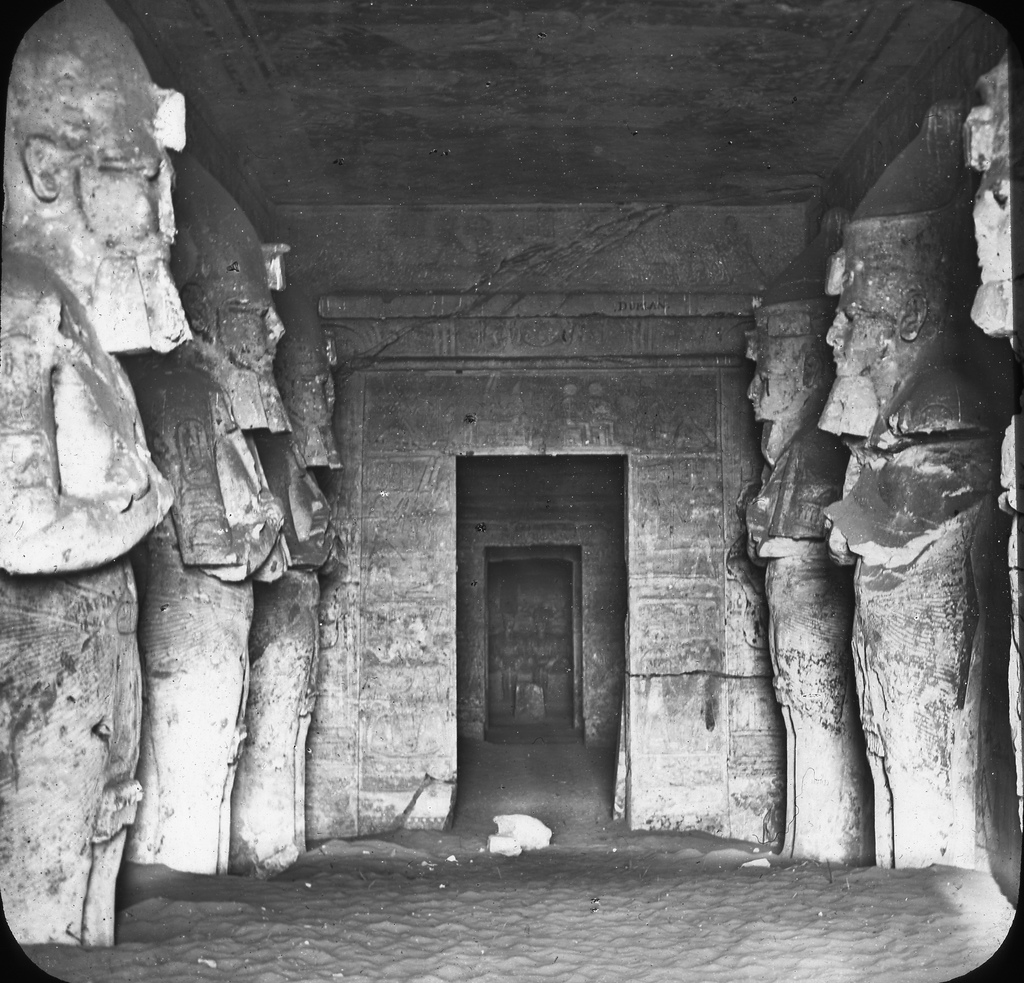
Interior del Gran Temple, abans de netejar
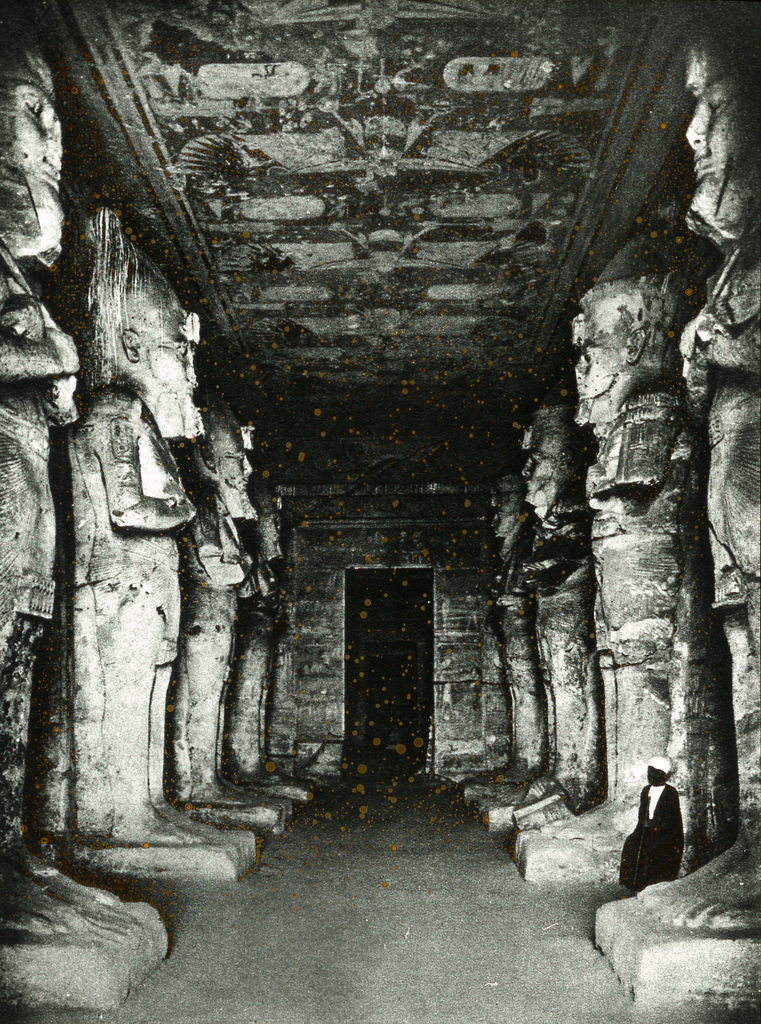
Interior del Gran Temple, després de la neteja
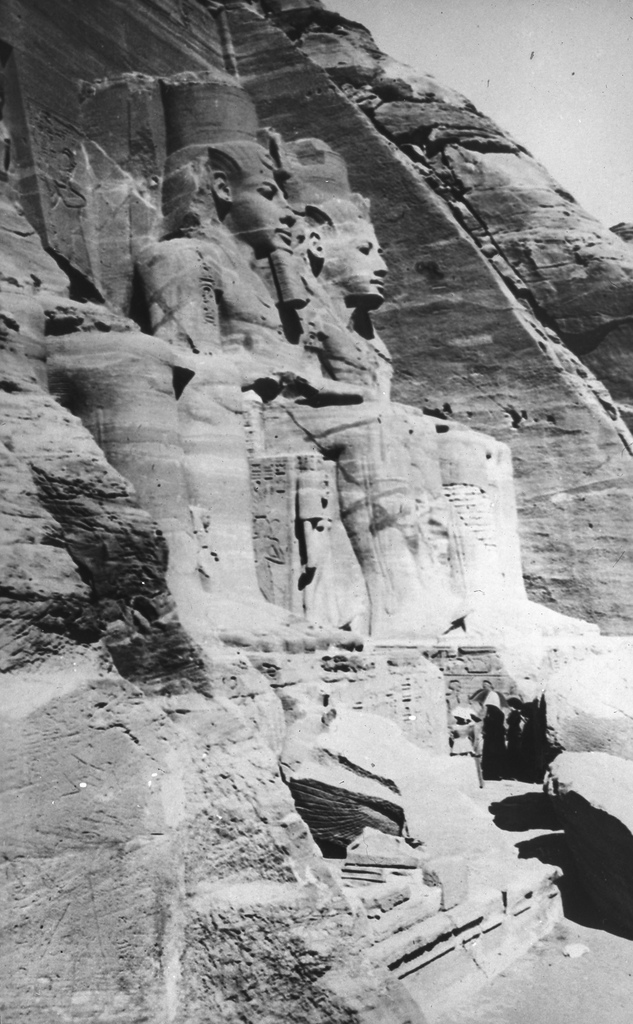
Figures humanes a l'entrada del Gran Temple, en algun moment abans de 1923
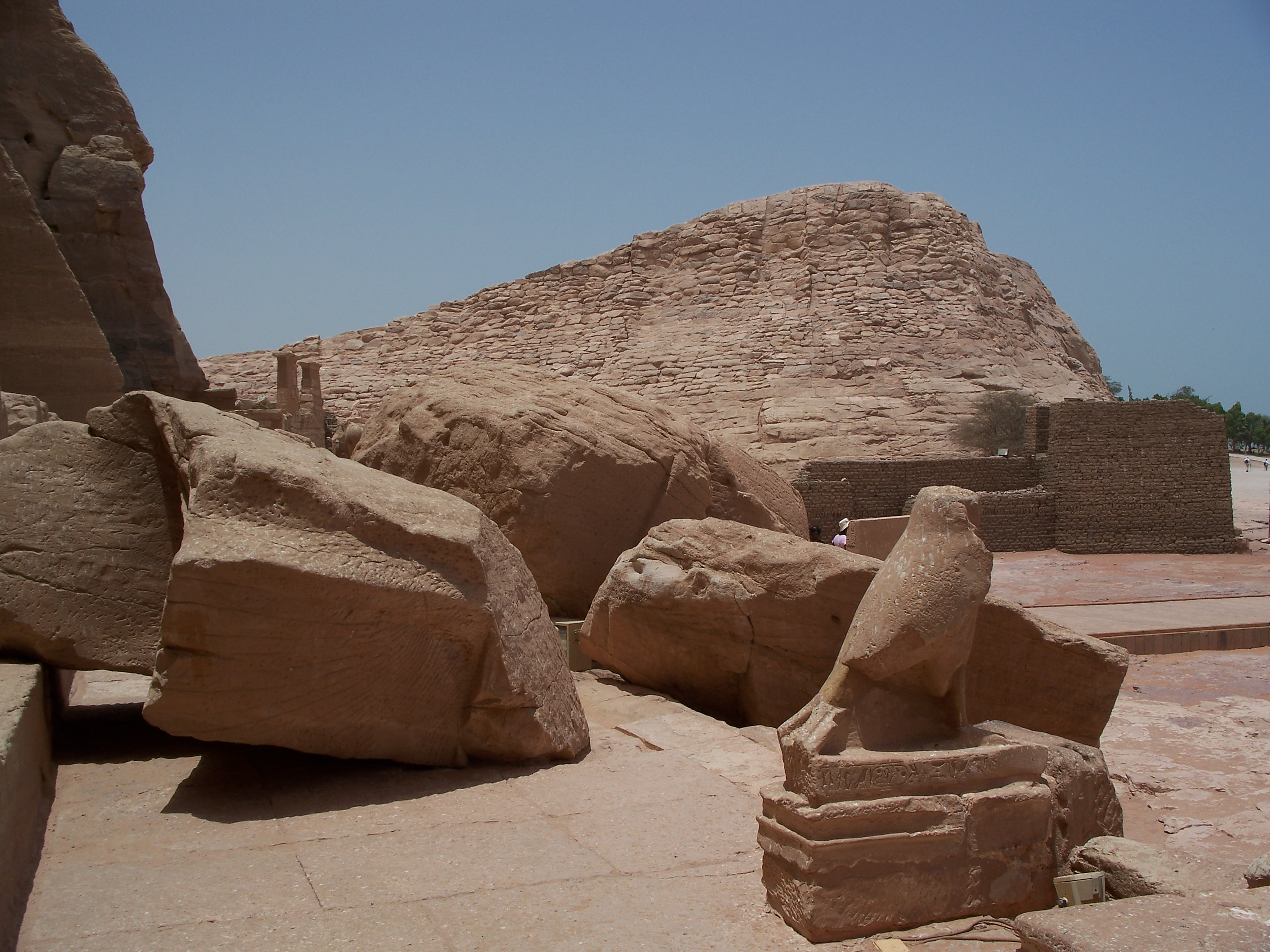
El colós col·lapsat del Gran Temple probablement va caure durant un terratrèmol poc després de la construcció. En traslladar el temple, es va decidir deixar-lo perquè faltava la cara.
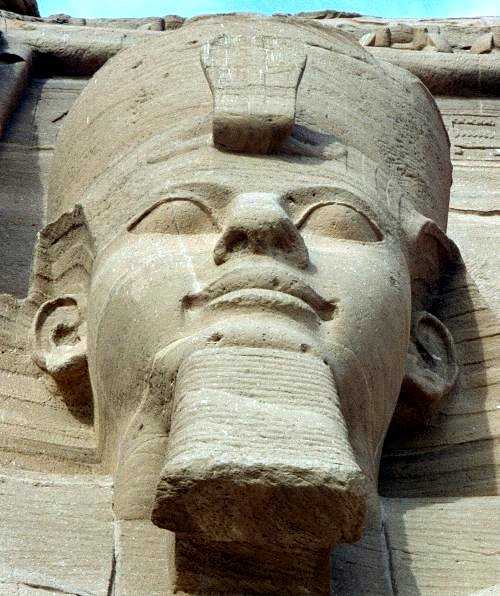
Un primer pla d'una de les estàtues colossals de Ramsès II amb la doble corona del Baix i Alt Egipte

## Reconstrucció

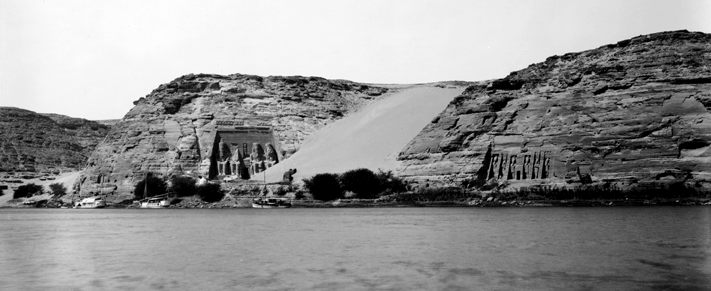
Temples d'Abu Simbel abans de la construcció de la presa d'Assuan.

L'any 1959 va començar una campanya internacional de recollida de fons per a salvar els monuments més importants de Núbia, ja que alguns riscaven de desaparèixer sota les aigües del futur Llac Nasser.
Es van poder traslladar uns quants temples i edificacions, amb un cost d'uns 80 milions de dòlars, entre els quals destaquen els d'Abu Simbel i el de l'illa de Files, prop d'Assuan, de l'època ptolemaica que es va traslladar a l'illa d'Agilkai.
El salvament dels temples d'Abu Simbel va començar el 1964 i va costar 36 milions de dòlars. Entre 1964 i 1968, els temples es van desmantellar. Se'ls van tallar en grans blocs, per a tornar a ser reconstruïts en una zona pròxima, 65 metres més alta i uns dos-cents metres més allunyada, en una gran fita de l'enginyeria. Els turons de roca que emmarquen els temples es van construir de forma artificial, per a mantenir l'estètica i la forma originals, els turons reals on es van excavar els temples estan foradats sota l'aigua. Avui dia encara es poden apreciar a simple vista els talls que es van fer a les estàtues de l'entrada del temple gran.

## Galeria d'imatges

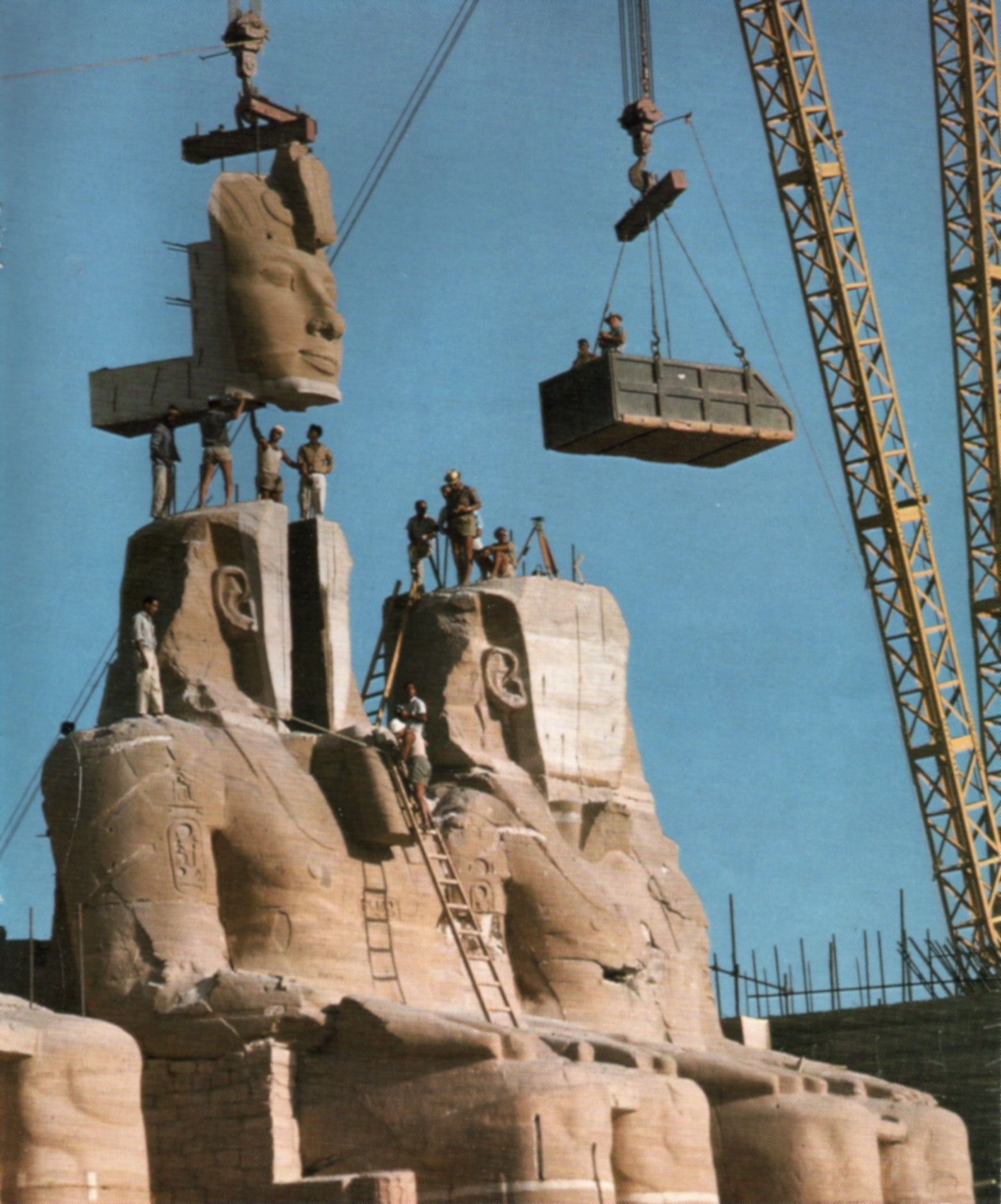
Obres de reubicació dels temples
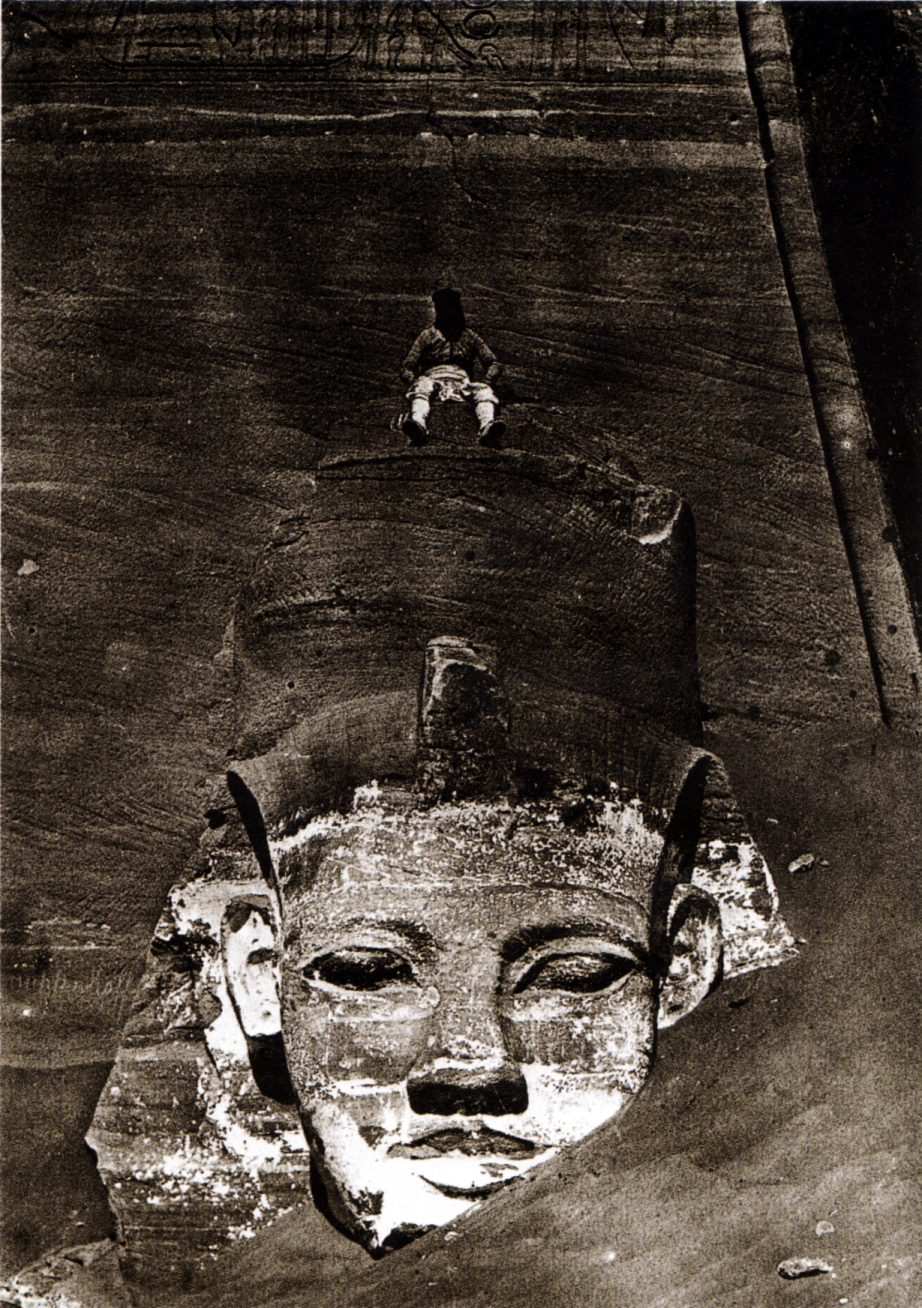
Cap d'una de les estàtues de la façana del temple principal, s'aprecia la figura d'un home i l'alçada de la duna que cobria el temple. Fotografia de Maxime Du Camp, 1850.
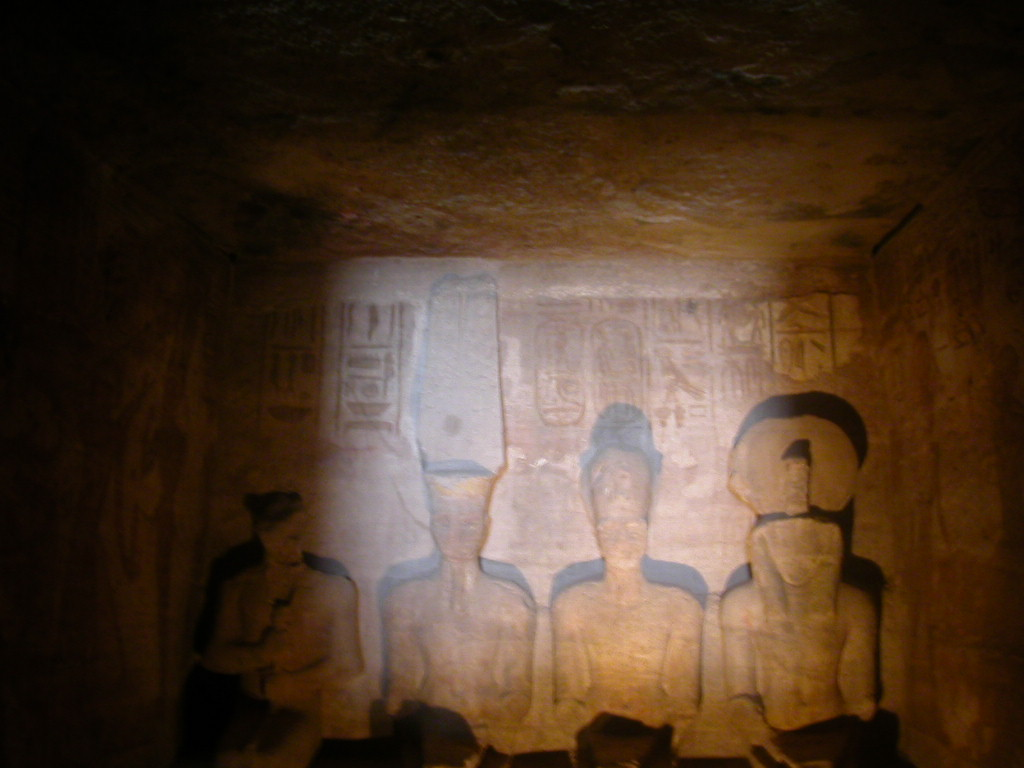
Efecte de la llum del sol sobre les estàtues del santuari
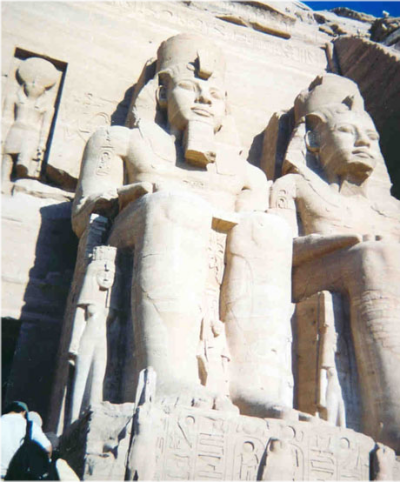
Detall de l'entrada del temple de Ramsès
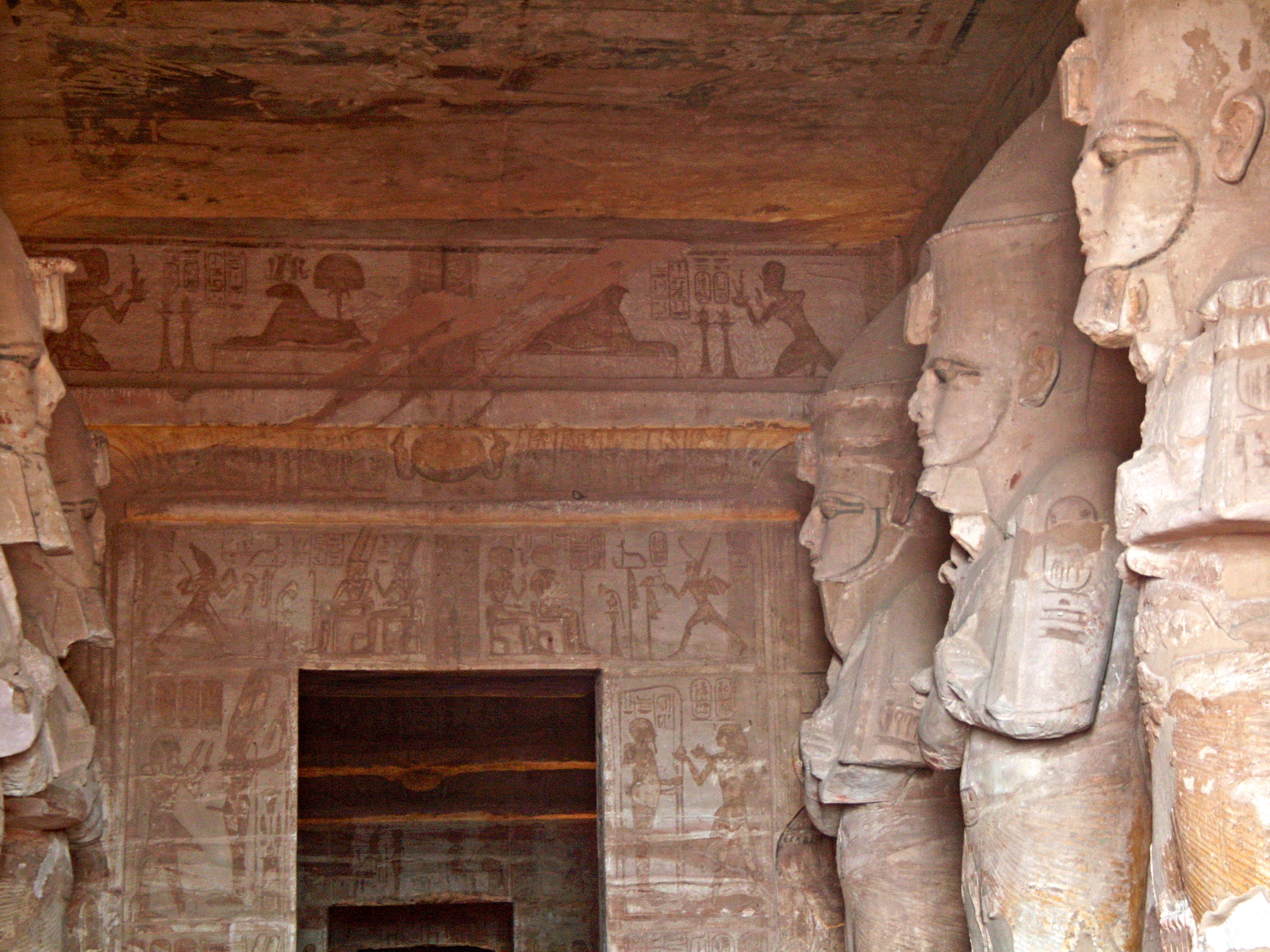
Primera sala central del temple gran.
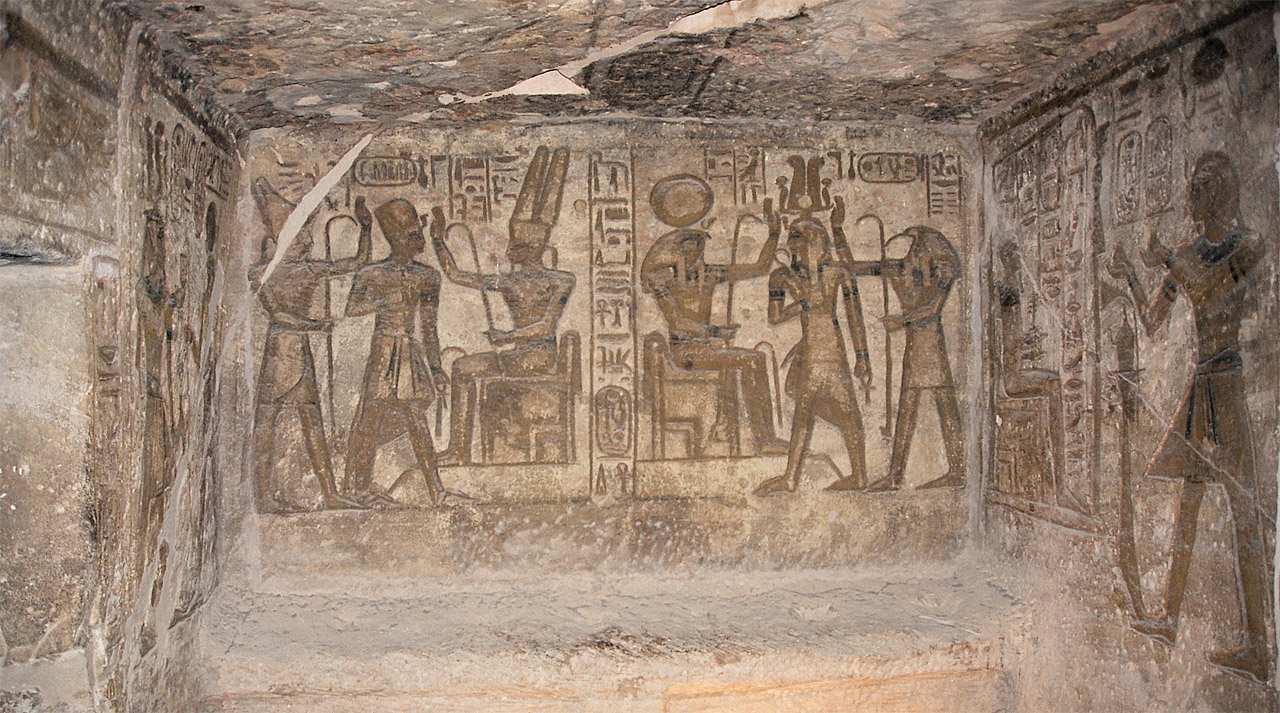
Cambra del temple principal de Ramsès.
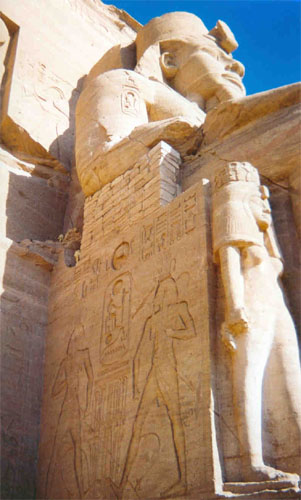
Detall de l'entrada del temple de Ramsès
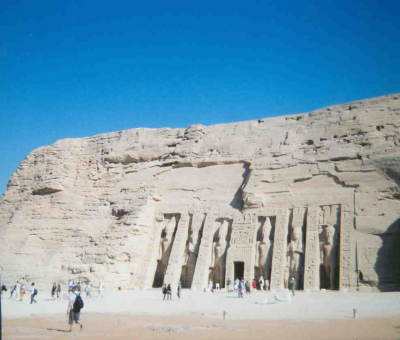
Temple de Nefertari
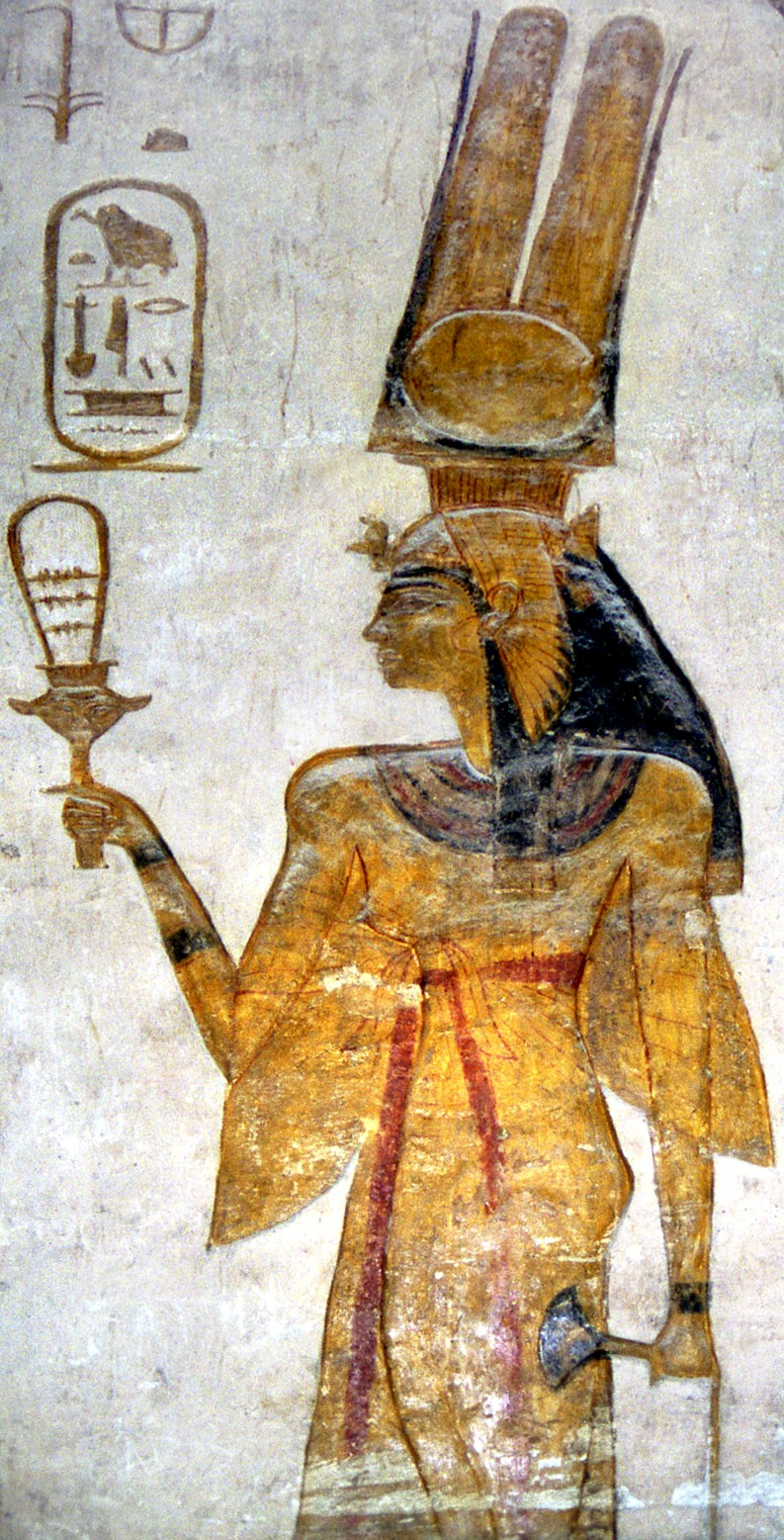
Detall de l'interior del temple petit